# Колит
Колитите са група заболявания, които поразяват лигавицата на стомашно-чревния тракт, по-специално тънките черва и дебелото черво. Те спадат към категорията на заболяванията на дразнимите черва, но не трябва да се бъркат със синдрома на дразнимото дебело черво.
В повечето случаи възпалението се появява вследствие на други заболявания на храносмилателната система – гастрит, язви или в резултат на продължително антибиотично лечение. Антибиотиците унищожават нормалната чревна флора, което предизвиква невъзможност за пълно разграждане и усвояване на хранителните вещества, а от там дразнене и възпаление.

## Видове колит
- улцерозен колит (язвен колит);
- болест на Крон;
- микроскопски колит;
- лимфоцитен колит;
- исхемичен колит.

Често под „колит“ се има предвид язвения колит.

## Симптоми
Общите признаци и симптоми на колита включват болка и напрегнатост в корема, бърза загуба на телесно тегло, болки в ставите, умора и депресия, треска, изпотяване, наличие на язви в дебелото черво, кръв и слуз в изпражненията, кръвотечение от ректума. При някои форми на колит е характерна диарията, при други – запекът.
Други симптоми са стомашните киселини, газовете, несмилането на храната докрай, повръщане и болки по целия стомашно-чревен тракт.

## Диагноза
Диагнозата се поставя след снемане на анамнеза от пациента, томографски преглед, рентгенова снимка на перитонеума и изследване на изпражнения, за изключване на паразитна инфекция. При необходимост болният се подлага на ректоскопия или колоноскопия – методи, позволяващи вътрешен оглед на дебелото черво.

## Лечение
Заболяването не представлява заплаха за организма, в случаите, когато болният се подложи на лечение, което включва:
- прием на вещества, възвръщащи нормалната микрофлора (пробиотици);
- стриктна диета, изключваща консумация на пържени, мазни и други тежки за обработка храни, както и газообразуващи.

Усложнение от нелекуван колит е неговото хронифициране или възпаление на съседни тъкани и органи (при жените аднекси и яйчници).
В случаи с много тежка форма на колит, състоянието е животозастрашаващо и изисква хирургична интервенция. При съмнения за колит, е необходима консултация с лекар – гастроентеролог.